# François Bouchard (ishockeyspelare född 1988)
François Bouchard, född 26 april 1988 i Sherbrooke, Québec, är en kanadensisk ishockeyspelare som för närvarande spelar för HC Pustertal Wölfe i Serie A. Han är yngre bror till EV Zug-spelaren Pierre-Marc Bouchard.
Bouchard spelade juniorhockey i QMJHL-laget Drummondville Voltigeurs under tre säsonger mellan 2004 och 2008 och vann även poängligan under säsongen 2006/2007 med 125 poäng på 68 matcher. Washington Capitals draftade Bouchard som 35:e spelare totalt i NHL Entry Draft 2006. Den 15 juli 2011 tecknade sedan Bouchard ett ettårskontrakt med Washington Capitals.
Det blev dock inget spel i Capitals, utan efter att ha spelat fyra säsonger i Capitals AHL-lag Hershey Bears blev Bouchard trejdad till New York Rangers i utbyte mot Tomáš Kundrátek. Den 18 december 2012 lämnade Bouchard Nordamerika och skrev på för det kroatiska EBEL-laget Medveščak Zagreb.
Inför säsongen 2013/2014 skrev Bouchard den 7 juni 2013 på ett ettårskontrakt för allsvenska IK Oskarshamn. Efter att ha gjort 33 poäng under säsongen värvades Bouchard av den allsvenska konkurrenten Södertälje SK.

## Spelarstatistik
| 2004–05    | Baie-Comeau Drakkar | QMJHL      | 54  | 11 | 13 | 24  | 13  | 6  | 1 | 1 | 2  | 2  |
| 2005–06    | Baie-Comeau Drakkar | QMJHL      | 69  | 33 | 69 | 102 | 66  | —  | — | — | —  | —  |
| 2006–07    | Baie-Comeau Drakkar | QMJHL      | 68  | 45 | 80 | 125 | 72  | —  | — | — | —  | —  |
| 2007–08    | Baie-Comeau Drakkar | QMJHL      | 68  | 36 | 56 | 92  | 70  | —  | — | — | —  | —  |
| 2007–08    | Hershey Bears       | AHL        | 4   | 1  | 0  | 1   | 2   | 1  | 0 | 0 | 0  | 2  |
| 2008–09    | Hershey Bears       | AHL        | 64  | 15 | 20 | 35  | 34  | 11 | 1 | 2 | 3  | 8  |
| 2009–10    | Hershey Bears       | AHL        | 77  | 21 | 31 | 52  | 55  | 21 | 5 | 5 | 10 | 28 |
| 2010–11    | Hershey Bears       | AHL        | 74  | 12 | 12 | 24  | 30  | 6  | 1 | 0 | 1  | 0  |
| 2011–12    | Hershey Bears       | AHL        | 9   | 0  | 0  | 0   | 6   | —  | — | — | —  | —  |
| 2011–12    | Connecticut Whale   | AHL        | 34  | 3  | 7  | 10  | 20  | —  | — | — | —  | —  |
| 2012–13    | Cincinnati Cyclones | ECHL       | 20  | 5  | 6  | 11  | 16  | —  | — | — | —  | —  |
| 2012–13    | Medveščak Zagreb    | EBEL       | 19  | 4  | 8  | 12  | 12  | —  | — | — | —  | —  |
| 2013–14    | IK Oskarshamn       | HA         | 50  | 18 | 15 | 33  | 48  | —  | — | — | —  | —  |
| 2014–15    | Södertälje SK       | HA         | 47  | 7  | 3  | 10  | 28  | 8  | 2 | 2 | 4  | 8  |
| AHL totalt | AHL totalt          | AHL totalt | 261 | 51 | 70 | 121 | 147 | 39 | 7 | 7 | 14 | 38 |